# Liu Zhen
Pour les articles homonymes, voir Liu.
Dans ce nom, le nom de famille, Liu, précède le nom personnel.
Liu Zhen (chinois simplifié : 刘桢 ; chinois traditionnel : 劉楨 ; pinyin : Liú Zhēn), mort en 217, est un poète chinois. Il est l'un des Sept Maîtres de l'ère Jian'an.
Liu Zhen a fait partie de l'entourage de Cao Cao. Mais il en a été écarté en raison de son caractère fier. Peu de choses a survécu de son œuvre, hautement appréciée de son temps. Dix de ses poèmes sont inclus dans le Wenxuan, anthologie du vie siècle. La vigueur (qu, « os ») est la principale caractéristique de sa poésie.